# Sabacon simoni
Sabacon simoni is een hooiwagen uit de familie Sabaconidae.